# De Vere

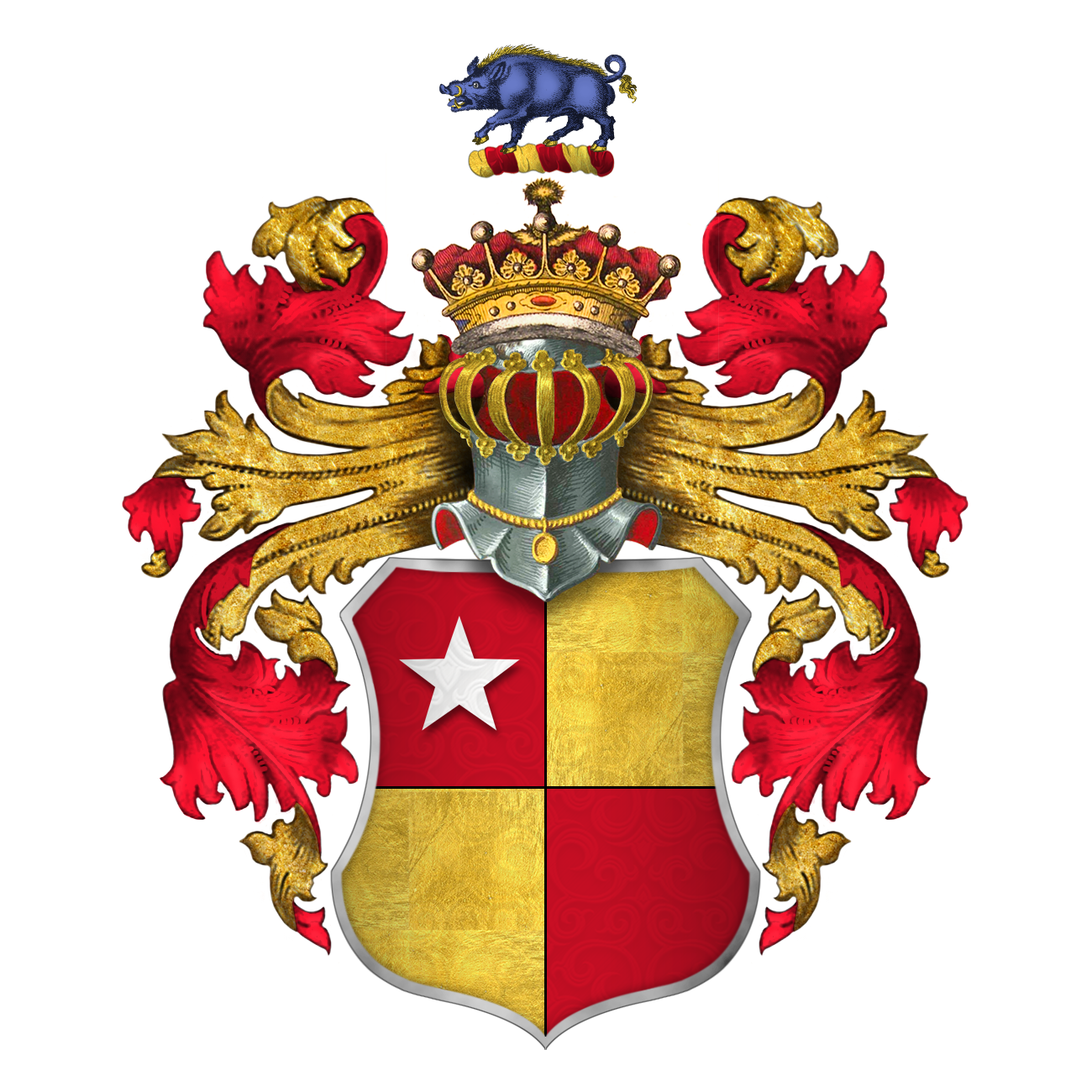
Stemma di Casa de Vere

La Casa de Vere è stata una famiglia nobile inglese che detenne il titolo di Conte di Oxford dalla creazione, nel 1142, fino all'estinzione, nel 1703.
Originari probabilmente di Ver, il capostipite di questo potente casato fu Aubery De Vere, possessore di terre sparse nel Middlesex, nel Suffolk, nel Cambridgeshire e nell'Essex. Un Robert fu esecutore della Magna Charta.
La linea maschile si estinse con il XX conte di Oxford Aubrey de Vere, la cui discendenza tramite la figlia Diana ebbe il titolo di Barone di Oxford.

## Conti di Oxford (1141)
- Aubrey de Vere, I conte di Oxford (c. 1115–1194)
- Aubrey de Vere, II conte di Oxford (c. 1164–1214)
- Robert de Vere, III conte di Oxford (c. 1173–1221)
- Hugh de Vere, IV conte di Oxford (c. 1208–1263)
- Robert de Vere, V conte di Oxford (1240–1296) (in pegno nel 1265, ripristinata poco dopo)
- Robert de Vere, VI conte di Oxford (1257–1331)
- John de Vere, VII conte di Oxford (1312–1360)
- Thomas de Vere, VIII conte di Oxford (1337–1371)
- Robert de Vere, IX conte di Oxford (1362–1392) (in pegno nel 1388)
- Aubrey de Vere, X conte di Oxford (1340–1400) (ripristinata nel 1393)
- Richard de Vere, XI conte di Oxford (1385–1417)
- John de Vere, XII conte di Oxford (1408–1462)
- John de Vere, XIII conte di Oxford (1442–1513) (in pegno nel 1475, ripristinata nel 1485)
- John de Vere, XIV conte di Oxford (1457–1526)
- John de Vere, XV conte di Oxford (1482–1540)
- John de Vere, XVI conte di Oxford (1516–1562)
- Edward de Vere, XVII conte di Oxford (1550–1604)
- Henry de Vere, XVIII conte di Oxford (1593–1625)
- Robert de Vere, XIX conte di Oxford (1575–1632)
- Aubrey de Vere, XX conte di Oxford (1627–1703) (inattiva nel 1703)